# 里奇蒙 (澳大利亞國會選區)
里奇蒙選區（英語：Division of Richmond），是澳大利亞新南威爾士州的下議院選區，位於該州最東北部海岸鄉郊地區。面積2,768平方公里。自2004年起當區議員是工黨的賈斯汀·埃略特，而自1950年代以來長期是澳大利亞國家黨控制的選區。
選區始於1900年，是聯邦成立時的七十五個原始選區之一。名字是來自里奇蒙河。